# 鴻応山
鴻応山（こうのやま、こうおうさん）は、大阪府豊能郡豊能町寺田と京都府亀岡市西別院町柚原との境にある山である。山名は昔コウノトリが生息していたことに由来するという。

## 概略･あらまし
鴻応山はその山容が能勢町の歌垣山から見ると富士山のようでもあることから、「豊能富士」の異名がついている。一方、亀岡市西別院町柚原の側からは本当に鴻の様な形をして見えるという。はるかに阪神地方が見渡せる山頂付近にはリョウブ、ソヨゴ、クヌギ、コナラ、アセビ、ヒイラギ、ミツバツツジ、チヂミザサ等が自生する。　
この山は、丹波高地や北摂山地にある他の山々と同様、準平原化した山脈が侵食されて残った残丘が、再隆起して作り上げられたと考えられている。
平安時代の、嘉祥3年、義顕上人が山麓を訪ねた時、この山の頂上に紫雲がたなびく中をコウノトリが2羽、舞い降りたり舞い上がりしているのを不思議に思い、その山頂に来てみれば2寸3分の仏が居られたという。そこで上人はこの仏を2尺3寸に等倍して薬師如来尊像を彫り、その体内に仏を納めた。その様な事から、山名を「鴻山」と呼ぶようになり、その後「鴻応山」と呼ばれるようになったと言われている。
江戸時代には、堂島の米相場の状況を知らせる狼煙をあげた場所であるとされている。
ところで、この山の麓、豊能町寺田には青峰寺という嘉祥3年開基の古刹が存在するが、この寺の山号を「鴻応山」といい、山名と同じ文字が用いられている。そのようなことから、この青峰寺の山号が山名の元となったという説もある。

## 脚註
1. ↑  鴻応山（Yamakei Online）
2. 1 2 3 4 5  豊能町の山 豊能町観光協会
3. 1 2  ホーム > くらし > 暮らし・環境 > 自然環境 > 亀岡の自然100選 > 鴻応山　亀岡市ホームページ
4. ↑  鴻応山整備 豊能町観光協会